# 拉马尤
拉马尤（法語：Lamayou，法語發音：[lamaju]）是法国大西洋比利牛斯省的一个市镇，属于波城区。

## 地理
拉马尤（43°22'55"N, 0°1'39"W）面积9.51 平方千米，位于法国新阿基坦大区大西洋比利牛斯省，该省份为法国东南部省份，涵盖了贝阿恩与北巴斯克，西临大西洋比斯開灣，北至朗德省，东北接热尔省，东临上比利牛斯省，南与西班牙接壤。
与拉马尤接壤的市镇（或旧市镇、城区）包括：凯克松、比戈尔地区维克、邦塔尤-塞雷、卡斯泰德-多阿特、卡斯泰拉-卢比克斯、拉巴蒂菲吉耶尔、蓬蒂亚克-维耶勒潘特、蒙塔内。

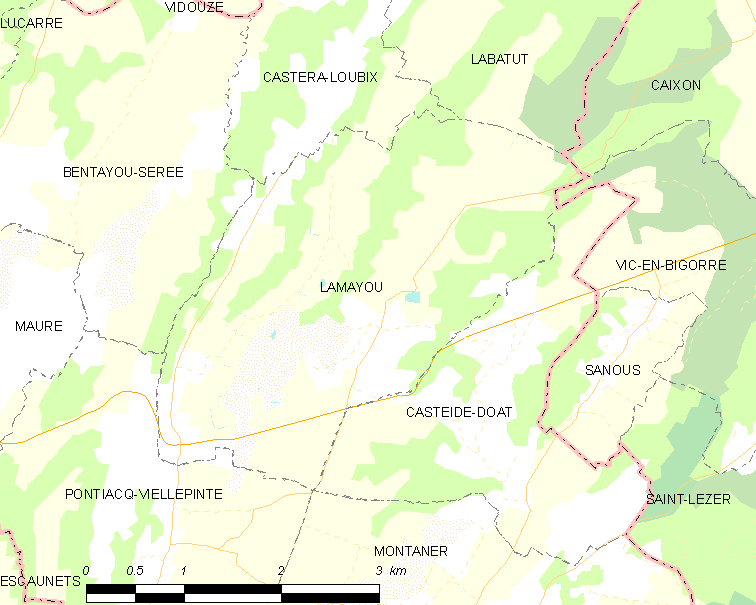
拉马尤的OSM定位图

拉马尤的时区为UTC+01:00、UTC+02:00（夏令时）。

## 行政
拉马尤的邮政编码为64460，INSEE市镇编码为64309。

## 政治
拉马尤所属的省级选区为莫尔拉斯与蒙塔内雷斯地区县。

## 人口

1962-2008年间拉马尤人口变化图示

拉马尤于2022年1月1日时的人口数量为211人。